# Tsumkve
Tsumkve je največje naselje nambijskega dela Bushamlanda. Beli oblastniki so ga leta 1959 ustanovili kot upravno središče, s pomočjo katerega naj bi male divjake modro usmerjali v njihovo lepšo prihodnost. V treh desetletjih je puščavska vas narasla na nekaj zidanih stavb ter kup obrobnih barakarskih naselij.